# Purkinje
Purkinje fou una banda sorgida de l'àmbit hardcore punk underground  a les Terres de l'Ebre, Catalunya, Espanya, al 2011. Durant els 7 anys que varen estar en actiu, publicaren dos treballs, un primer anomenat Bukkake Social fruit d'un context i unes influències més juvenils i un segon i últim anomenat La Malaltia, dins d'un context totalment diferent a l'anterior.

## Discografia
- Bukkake Social (D.I.Y, 2011).
- La Malaltia (Boira Discos, 2014).